# Krzysztof Jakubowski (rzeźbiarz)
Krzysztof Jakubowski (ur. 7 stycznia 1958 w Bielsku Podlaskim, zm. 29 grudnia 2015) – polski rzeźbiarz, doktor habilitowany, nauczyciel akademicki Wydziału Architektury Politechniki Białostockiej.

## Życiorys
W 1985 ukończył studia na Wydziale Sztuk Pięknych Uniwersytetu Mikołaja Kopernika w Toruniu w pracowni prof. Adolfa Ryszki. W latach 1985–1986 był asystentem w Zakładzie Konserwacji i Restauracji Dzieł Sztuki na tym wydziale. W 1987 został nauczycielem akademickim w Katedrze Rysunku, Malarstwa i Rzeźby Wydziału Architektury Politechniki Białostockiej. W 1996 otrzymał na Wydziale Rzeźby Akademii Sztuk Pięknych w Warszawie stopień doktora. Na Wydziale Rzeźby Akademii Sztuk Pięknych im. Jana Matejki w Krakowie uzyskał w 2005 stopień doktora habilitowanego. Był adiunktem w Katedrze Sztuki Wydziału Architektury Politechniki Białostockiej.
Zmarł 29 grudnia 2015. Został pochowany 2 stycznia 2016 na cmentarzu rzymskokatolickim przy ul. ks. Suchowolca w Białymstoku.